# История на евреите в Испания
Евреите в Испания през Средновековието са една от най-големите и процъфтяващи еврейски общности в света. Този период приключва с антиеврейските бунтове през 1392 година и Алхамбрийския декрет от 1492 година, в резултат на който мнозинството от испанските евреи (между 200 и 250 хиляди) са принудени да приемат християнството, а останалите (между 40 и 100 хиляди) са изселени от страната.
Днес в Испания живеят 13 до 50 хиляди евреи, главно в провинциите Малага и Барселона и в Мадрид, както и в автономните градове Сеута и Мелиля. Значителна част от тях са испанскоезични евреи, върнали се в страната след векове на изгнание в северно Мароко. Има и ашкенази, главно от Латинска Америка, но също и от Европа.